# Huangmao (köpinghuvudort i Kina, Jiangxi Sheng, lat 28,11, long 114,07)
Huangmao är en köpinghuvudort i Kina. Den ligger i provinsen Jiangxi, i den sydöstra delen av landet, omkring 190 kilometer väster om provinshuvudstaden Nanchang. Antalet invånare är 52 256. Befolkningen består av 25 067 kvinnor och 27 189 män. Barn under 15 år utgör 30 %, vuxna 15-64 år 62 %, och äldre över 65 år 6,0 %.
Runt Huangmao är det tätbefolkat, med 266 invånare per kvadratkilometer. Närmaste större samhälle är Cihua, 11,5 km söder om Huangmao. Trakten runt Huangmao består till största delen av jordbruksmark.
Genomsnittlig årsnederbörd är 2 205 millimeter. Den regnigaste månaden är maj, med i genomsnitt 372 mm nederbörd, och den torraste är oktober, med 50 mm nederbörd.